# Eccoptocera osteomelesana
Eccoptocera osteomelesana là một loài bướm đêm thuộc họ Tortricidae. Nó là loài đặc hữu của Oahu.